# 約翰·庫爾伯森
約翰·庫爾伯森（John Culberson；1956年8月24日—）是美國的一位政治人物。自2001年開始，他是德克薩斯州第7選舉區選出的美國眾議院議員。他的黨籍是共和黨。他也是茶黨運動的成員。